# Island na Letních olympijských hrách 1956
Island se účastnil Letní olympiády 1956 v australském Melbourne.

## Medailisté
| Medaile | Jméno                | Sport    | Soutěž        |
| ------- | -------------------- | -------- | ------------- |
| Stříbro | Vilhjálmur Einarsson | Atletika | Muži trojskok |